# 3e bataillon de volontaires de la Drôme
Le 3e bataillon de volontaires de la Drôme, était une unité militaire de l'armée française créée sous la Révolution française. Il fut également appelé plus simplement 3e bataillon de la Drôme.

## Création et différentes dénominations
Le 3e bataillon de volontaires de la Drôme est formé à 8 compagnies et 1 compagnie de grenadiers du 12 au 18 octobre 1791 à Valence.
- Compagnie de grenadiers
- 1re compagnie de Châtillon-en-Diois et Lus-la-Croix-Haute
- 2e compagnie de Chabeuil
- 3e compagnie de Bourg-les-Valence et Tain-l'Hermitage
- 4e compagnie de Montélier
- 5e compagnie de Valence
- 6e compagnie de Loriol
- 7e compagnie de Saint-Jean-en-Royans
- 8e compagnie d'Étoile-sur-Rhône

Le 3e bataillon de volontaires de la Drôme est dissous le 17 juin 1795 lors de son amalgame pour former la 69e demi-brigade de première formation.

## Commandants
- 1791-1793 : Louis Jean-Baptiste Gouvion, originaire de Toul, âgé de 39 ans, lieutenant-colonel en chef
- 1791-1793 : Claude Henri Belgrand de Vaubois, originaire de Clairvaux, âgé de 43 ans, lieutenant-colonel en second
- 1793-1795 : Jean Urbain Fugière, originaire de Valence âgé de 39 ans en 1791, capitaine de la 5e compagnie de la 3e bataillon de volontaires de la Drôme en 1791, lieutenant-colonel en chef au moment de l'amalgame en 1795.

## Historique des garnisons, combats et batailles

### 1791
Le bataillon est formé à Valence, du 12 au 18 octobre 1791, avec des volontaires originaires des districts de Valence et de Die.
La 1re compagnie était formée de volontaires originaires des cantons de Châtillon-en-Diois et Lus-la-Croix-Haute, la 2e de volontaires originaires du canton de Chabeuil, le 3e de volontaires originaires des cantons de Bourg-lès-Valence et de Canton de Tain-l'Hermitage, la 4e compagnie de volontaires originaires du canton de Montélier, la 5e de volontaires originaires du canton de Valence, la 6e de volontaires originaires du canton de Loriol-sur-Drôme, la 7e de volontaires originaires du canton de Saint-Jean-en-Royans et la 8e de volontaires originaires du canton d'Étoile-sur-Rhône.

Il est passé en revue le 19 octobre, à Valence, par le maréchal de camp de Folenay, et, bien qu'il ne soit pas entièrement pourvu d'habillement et d'équipements il est envoyé à Buis-les-Baronnies, où il arrive le 31 octobre. 

Passé en revue à Buis par le maréchal de camp Paul Louis Dargiot de La Ferrière, il y passe l'hiver pour s'habiller et s'équiper et envoie une compagnie à La Rochette-du-Buis.

### 1792
Le 15 mars, le général du Muy envoie deux compagnies à Mollans-sur-Ouvèze et trois à Saint-Paul-Trois-Châteaux.

Affecté à l'armée du Midi, le bataillon se met en route pour Orange et prend garnison à Avignon le 25 avril. Il est signalé à Grasse en juillet puis dans le Var en octobre. Muté à l'armée des Alpes, il rentre en Savoie et à partir du 17 novembre, il cantonne à Seez et Bourg-Saint-Maurice où les désertions et les démissions se multiplient. Le 15 décembre il en seconde ligne à Montmélian.

### 1793
Le 11 janvier, les 477 hommes du 3e bataillon de la Drôme sont à Saint-Pierre-d'Albigny. En avril et mai le bataillon campe dans la Tarentaise, laisse ses pionniers à Bourg-Saint-Maurice, puis il est passé en revue le 15 mai à Saint-Pierre-d'Albigny.

Le 15 août il est envoyé au siège de Lyon pour enrayer le soulèvement de Lyon contre la Convention nationale et les insurrections fédéralistes et assiste à la capitulation de la ville le 9 octobre.

Transféré l'armée des Pyrénées-Orientales, les 459 hommes du 3e de la Drôme tiennent garnison à Rodez le 23 décembre.

### 1794
Affecté à la division du général Sauret, le bataillon quitte l'Aveyron au mois de mars, pour prendre position à Ortaffa.

Le 17 avril il prend part au combat de Palau, puis à la deuxième bataille du Boulou le 30 avril et le 1er mai puis il participe au siège de Collioure, à l'assaut du fort Saint-Elme.

Après avoir repoussé les troupes espagnoles, il entre, en juin, en Catalogne par La Junquera arrive au camp de Cantallops le 19.

Le 1er septembre il est au camp de Darnius puis du 22 au camp de Cancères où les 189 volontaires restent jusqu'en novembre. Les 17 et 20 novembre il est à la bataille de Figueras et assiste à la capitulation de la place puis il est ensuite envoyé devant au siège de Roses, où, en décembre, il se complète par l'incorporation de plus de 500 réquisitionnaires.

### 1795
Après la capitulation de Roses, le 3 février, il est envoyé, le 18 février, à Castellon de Ampurias en mars où il est amalgamé, du 17 au 20 juin, avec 
- le 1er bataillon du 35e régiment d'infanterie ci-devant Aquitaine et
- le 1er bataillon de volontaires des Hautes-Alpes

pour former la 69e demi-brigade de première formation

## Biographie de personnes ayant servi au3ebataillonde volontaires de la Drôme

### Claude Henri Belgrand de Vaubois
Fils du maire royal perpétuel de Château-Villain, Claude Henri Belgrand de Vaubois est né le 1er octobre 1749 à Saint-Laurent près de Longchamp-lès-Clervaux. Il commence sa carrière militaire en 1763 au corps d'artillerie en tant qu'aspirant, puis en 1765 il est accepté en tant qu'élève. En 1770, il devient sous-lieutenant au régiment de Mézières il devient lieutenant en 1780, capitaine en 1784 et capitaine-commandant au 4e régiment d'artillerie à pied en 1791 année ou il est fait chevalier de Saint-Louis. Le 11 octobre 1791, il est élu lieutenant-colonel en second du 3e bataillon de volontaires de la Drôme devient général de brigade le 6 septembre 1793, général de division le 8 mai 1796, sénateur en 1800 et il prend sa retraite le 18 novembre 1801. Il est fait comte de Empire en 1808, grand officier de la Légion d'honneur, puis, sous la Restauration, pair de France. Il meurt à Beauvais le 14 juillet 1839. Son nom figure à l'arc de triomphe de l'Etoile, côté sud.

### Louis Jean-Baptiste de Gouvion
Fils d'un ancien officier Louis Jean-Baptiste de Gouvion, nait à Toul le 6 février 1752. Aspirant d'artillerie en 1766, il est accepté en tant qu'élève en 1768 puis devient lieutenant en second la même année au 4e régiment d'artillerie à pied. Lieutenant chef en 1770, capitaine en 1780 puis capitaine de bombardiers en 1789 puis de canonniers en 1790, il est fait chevalier de Saint-Louis en 1791. Détaché lieutenant-colonel en chef du 3e bataillon de ia Drôme le 11 octobre 1791, il devient chef de bataillon d'artillerie le 7 avril 1793 puis 2 mois et demi plus tard, le 20 juin 1793, il est promu général de brigade le 20 juin 1793. Le 19 septembre 1799 il est nommé général de division sur le champ de bataille de Bergen. Le 1er février 1805, il est sénateur et est fait grand-officier de la Légion d'honneur. Il est mis à la retraite le 27 août 1805 avant d'être remis en activité, et est fait comte de l'Empire en 1808 et pair de France en 1814 par les Bourbons. Il meurt à Paris le 22 novembre 1823.

### Jean Urbain Fugière
Né le 8 février 1752 à Valence, Jean Urbain Fugière commence sa carrière militaire en 1770 en tant que soldat dans le régiment de Barrois. Il devient caporal en 1773, sergent en 1775, sergent-major en 1781. En 1784, il quitte la carrière militaire mais s'engage en tant que volontaire à la Révolution. Élu capitaine dans la 5e compagnie du 3e bataillon de volontaires de la Drôme, en 1791, il en devient lieutenant-colonel en chef en 1793. Nommé chef de la 18e demi-brigade de deuxième formation en l'an III, il participe à l'expédition d'Égypte et devient général de brigade. Il meurt à Avignon le 17 décembre 1813.

### François Argod
Né le 15 mai 1759 à Valence, François Argod s'engage comme soldat au régiment d'artillerie de Toul en 1777 mais il est congédié pour défaut de taille l'année suivante. En 1780, il s'enrôle une nouvelle fois au Régiment Royal-Champagne cavalerie en tant que trompette, passe brigadier en 1783, maréchal des logis en 1785, adjudant en 1786 mais est renvoyé en 1790 pour avoir pris part à une révolte contre les officiers. Réintégré dans l'armée par la Constituante il est élu en 1791 adjudant-major au 3e bataillon de volontaires de la Drôme puis est promu, en 1792, lieutenant-colonel en chef du 5e bataillon de volontaires des Bouches-du-Rhône. Nommé adjudant général chef de brigade en 1793 il prend part à la guerre du Roussillon puis, à partir de 1795, à la première et deuxième campagne d'Italie. Il est tué, en 1799, à la bataille de Cassano.  

### Claude-Victor Perrin
Né le 7 décembre 1764 à Lamarche, dans le département des Vosges Claude-Victor Perrin entre dans la carrière militaire en 1781en tant que tambour au 4e régiment d'artillerie. Il quitte l'armée en 1791 puis, en 1792, il est grenadier dans la Garde nationale de Valence avant d'être promu adjudant au 3e bataillon de volontaires de la Drôme puis adjudant-major capitaine dans le 5e bataillon de volontaires des Bouches-du-Rhône la même année. Devenu chef du bataillon la même année. Devenu adjudant-général en 1793, il est nommé adjudant-général chef de brigade sur le champ de bataille en raison de ses succès au combat. Il est promu général de brigade après la prise de Toulon puis il prend part à la guerre du Roussillon puis à la première campagne d'Italie où il est promu, en 1797, général de division. Il participe ensuite à la deuxième campagne d'Italie et est, en 1800, nommé lieutenant du général en chef de l'armée de Batavie. Il est fait maréchal d'Empire le 13 juillet 1807 et devient connu sous le nom de Maréchal Victor. Il meurt à Paris le 1er mars 1841.